# Typhochrestus fortunatus
Typhochrestus fortunatus là một loài nhện trong họ Linyphiidae.
Loài này thuộc chi Typhochrestus. Typhochrestus fortunatus được Konrad Thaler miêu tả năm 1984.